# ルパート・サンダース
ルパート・マイルズ・サンダース（Rupert Miles anders、1971年3月16日 - ）はイギリスの映画監督。

## キャリア
セントラル・セント・マーチンズ・カレッジ・オブ・アート・アンド・デザイン卒。TVのCM映像作家としてキャリアをスタート。「スノーホワイト」でハリウッド作品を初めて監督した。

## 私生活
アッティカス・ロスの妹であるモデルのLiberty Rossと結婚している。2人の間にはSkylaとTennysonという名の子供がいる。2012年7月、自身の映画に主演したクリステン・スチュワートとの不倫が報じられた。サンダースは不倫の事実を認め、謝罪した。

## フィルモグラフィ

### 長編映画
| 年   | 題名                                                                                     | 役割 |
| ---- | ---------------------------------------------------------------------------------------- | ---- |
| 2012 | スノーホワイト Snow White & the Huntsman                                                 | 監督 |
| 2012 | スノーホワイト エクステンデット・エディション Snow White & the Huntsman Extended Edition | 監督 |
| 2017 | ゴースト・イン・ザ・シェル Ghost in the Shell                                            | 監督 |
| 2024 | ザ・クロウ（原題） The Crow                                                              | 監督 |

### テレビシリーズ
| 年   | 題名                          | 役割          |
| ---- | ----------------------------- | ------------- |
| 2021 | ファウンデーション Foundation | シーズン1監督 |